# Rafael Molina
Rafael Molina García (Madrid; 3 de enero de 1989) es un exjugador de baloncesto profesional de nacionalidad española que ha jugado en liga EBA, LEB PLATA y ACB. 

## Trayectoria deportiva
- Categorías inferiores CB Estudiantes
- 2009-10 EBA. Optiva Val Obradoiro y ACB Xacobeo Blusens
- 2010-11 EBA. Jovent Alayor y ACB Menorca Basquet
- 2011-12 Adecco Plata. Omnia CB Las Rozas.

2012-2013 Eurocolegio Casvi (causa baja en Navidad).
2012-2013 Basket Azuqueca.
2013-2014 Basket Azuqueca.
2014-2015 Alcázar Basket.
2016-2017 Guadalajara Basket.

## Características
Formado en las categorías inferiores del Severo Torrejón y del Basket Torrejón.En edad Junior pasó a formar parte del CB Estudiantesdonde estuvo 4 temporadas (2 de Junior  y 2 de liga EBA)  y en los cuales se forjó su físico y su juego .En 2009 firmó con el Xacobeo Blu:Sens donde juega toda la temporada a caballo entre el filial de liga EBA el Optiva Val Obradoiro y el equipo ACB. Debutó el 15 de noviembre de 2009 frente a Unicaja Málaga.
Es internacional sub-18.
Es un jugador que juega en una posición de 3-4.Su juego se basa en su amenaza desde el tiro de 3 puntos,sus movimientos en el poste bajo y su lectura de juego.
Jugador con Carácter que le gusta jugar con presión